# Сандра, Гюстав
Гюста́в Сандра́ (фр. Gustave Sandras; 24 февраля 1872, Круа — 21 июня 1951, Flers-lez-Lille) — французский гимнаст, чемпион летних Олимпийских игр 1900.
Сандра участвовал в единственной гимнастической дисциплине — индивидуальное первенство. Набрав 302 очка, он занял первое место и стал чемпионом.